# Minke Smabers
Minke Smabers (ur. 22 marca 1979 w Den Haag) – holenderska hokeistka na trawie. Trzykrotna medalistka olimpijska.
Występuje w pomocy. W reprezentacji Holandii debiutowała w 1997. Brała udział w trzech igrzyskach (IO 00, IO 04, IO 08), za każdym razem zdobywała medale: brąz w 2000, srebro w 2004 i złoto w 2008. Z kadrą brała udział m.in. w mistrzostwach świata w 1998 (srebro), 2002 (srebro) i 2006 (tytuł mistrzowski) oraz kilku turniejach Champions Trophy (zwycięstwo w 2000, 2004, 2007) i mistrzostw Europy (złoto w 1999 i 2005). Łącznie w kadrze rozegrała ponad 270 spotkań.
Jej starsza siostra Hanneke także była hokeistką, brązową medalistką z Sydney. Jej mąż Tjerk Smeets brał udział w IO 08.